# Arnošt Hrad

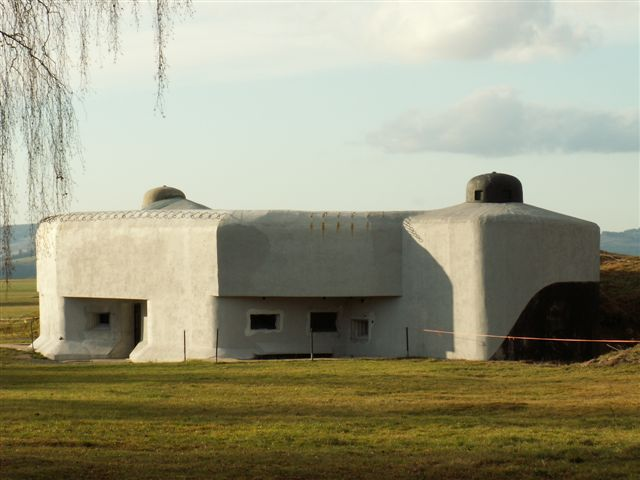
K-S 14 "U cihelny"

Četař Arnošt Hrad (5. dubna 1914 Praha – 3. října 1938 Červená Voda) byl poddůstojník československé armády, který po mnichovské dohodě odmítl opustit objekt československého opevnění a zvolil protestní sebevraždu místo ztráty cti.

## Život
Arnošt Hrad se narodil v pražské čtvrti Bohnice jako nejmladší ze čtyř dětí. Učil se na obecné a občanské škole a poté studoval na odborné živnostenské škole pokračovací, po jejímž absolvování se stal číšníkem. Vojenskou službu nastoupil 1. října 1936 v Litoměřicích u 4. roty pěšího pluku 2. Mezi listopadem 1936 a dubnem 1937 absolvoval poddůstojnickou školu s výtečným prospěchem. Byl povýšen na svobodníka v říjnu téhož roku na desátníka. Od 11. září sloužil jako velitel stráže a velitel družstva u 1. strážní roty Strážního praporu III v Králíkách. Z jeho části byl 15. ledna 1938 zřízen IV. prapor hraničářského pluku 6 a Arnošt Hrad byl k němu v únoru formálně přemístěn. Ještě před tím absolvoval speciální výcvik osádek těžkého opevnění. Dnem 16. dubna byl povýšen na četaře. Při všeobecné mobilizaci v září 1938 se stal příslušníkem osádky pěchotního srubu K-S 14 U cihelny poručíka pěchoty Karla Kociána. Poté, co přišel rozkaz k opuštění objektu se 3. října v době prací na vyklizování objektu postřelil pod srdcem služební pistolí zástupce velitele srubu. Na následky zranění ještě téhož dne před půlnocí zemřel v nemocnici v Červené Vodě. Zanechal po sobě trojici dopisů, ve kterých svůj čin vysvětloval neochotou opustit hranici odvolávaje se na svou povinnost vůči obraně vlasti a k památce svého otce padlého na východní frontě během první světové války. Dopisy byly určeny matce, veliteli a podřízeným. Podle jeho přání byl 10. října pohřben ve svém rodišti. Smuteční akt se stal tichou demonstrací nesouhlasu s kapitulací a jeho symbolem je Arnošt Hrad dodnes. Na památku jeho činu byla 2. října roku 1994 odhalena na stěně objektu, kde svůj život hrdinně ukončil, pamětní deska.

## Expozice v objektu Muzea K-S 14
V roce 2003 byl v horní části objektu pěchotního srubu K-S 14 U cihelny vybudován základ stálé expozice o založení Republiky Československé v roce 1918 a návratu čs. Legií do vlasti s unikátní výstavou o počátcích válečné chirurgie a vojenského lékařství. Další část stálé expozice pojednává o systému a výstavbě opevnění od roku 1935 do roku 1938. Prostory s doplněným dobovým mobiliářem nebo replikami byly zpřístupněny ubikace poddůstojníků, místnost telefonisty, strojovna, ubikace velitele a skladiště PHM. V podzemních prostorách objektu se nachází vybavená strojovna, filtrovna pro tematické výstavy a místnost zemní telegrafie. V ubikaci mužstva je unikátní stálá expozice věnovaná finanční stráži Republiky Československé 1918–1948 s pamětními deskami se jmény padlých nebo zavražděných příslušníků v období 1938–1939. V minometní místnosti je možné zhlédnout stálou expozici o životě a tragické smrti četaře Arnošta Hrada s bronzovou bustou tohoto vojáka od sochaře Ondřeje Štočka z Brna.
Pěchotní srub je přístupný pro veřejnost od dubna do října, prohlídka je vždy s průvodcem. Více informací na webu Muzea.